# التیگلافشیم
التیگلافشیم (به آلمانی: Alteglofsheim) یک شهر در آلمان است که در بایرن واقع شده‌است.

## خصوصیات
التیگلافشیم ۱۳٫۲۳ کیلومترمربع مساحت دارد ۳۶۴ متر بالاتر از سطح دریا واقع شده‌است.